# Josef Boumedienne
Josef Boumedienne (* 12. Januar 1978 in Stockholm) ist ein finnisch-schwedischer Eishockeyspieler, der im Laufe seiner Karriere für die New Jersey Devils, Tampa Bay Lightning und Washington Capitals in der National Hockey League sowie für verschiedene europäische Klubs aktiv war.

## Karriere
Josef Boumedienne, Sohn eines Algeriers und einer Finnin, begann seine Karriere als Eishockeyspieler beim Huddinge IK, für den er bis 1996 aktiv war. Anschließend wurde er im NHL Entry Draft 1996 in der vierten Runde als insgesamt 91. Spieler von den New Jersey Devils ausgewählt. Zunächst spielte der Verteidiger jedoch jeweils zwei Spielzeiten lang für Södertälje SK aus der schwedischen Elitserien und Tappara Tampere aus der finnischen SM-liiga. Vor der Saison 2000/01 wurde Boumedienne in den Kader von New Jerseys Farmteam, den Albany River Rats aus der American Hockey League, aufgenommen. In der folgenden Spielzeit gab er sein Debüt in der National Hockey League für die Devils, ehe er im Laufe der Saison an die Tampa Bay Lightning abgegeben wurde.
Von 2002 bis 2004 stand Boumedienne bei den Washington Capitals unter Vertrag, ehe er für die Saison 2004/05 nach Europa zurückkehrte, wo er in Schweden für Brynäs IF und in Finnland für Kärpät Oulu spielte, wobei er mit Kärpät die finnische Meisterschaft gewann. Nach einer Spielzeit bei den ZSC Lions aus der Schweizer Nationalliga A und seinem schwedischen Ex-Klub Södertälje SK kehrte Boumedienne für die Saison 2006/07 zu Kärpät Oulu zurück, wo er mit dem Team zum zweiten Mal in seiner Karriere finnischer Meister wurde.
Es folgte ein Jahr bei den Hershey Bears aus der American Hockey League, in dessen Anschluss er am 18. August 2008 von den Toronto Maple Leafs aus der NHL als Free Agent unter Vertrag genommen wurde, bei denen er sich allerdings nicht durchsetzen konnte. Da er nur für deren Farmteam, die Toronto Marlies aus der AHL, spielte, kehrte er im Laufe der Saison zum dritten Mal zu Kärpät Oulu zurück. Im Juni 2009 wurde er vom HK Dinamo Minsk aus der KHL unter Vertrag genommen und absolvierte 17 KHL-Spiele für Dinamo, bevor sein Vertrag aufgelöst wurde. Am 5. Januar 2010 nahm ihn schließlich der EV Zug aus der Schweizer National League A unter Vertrag, in der er bis zum Saisonende blieb. Zur Saison 2010/11 wechselte er zum Djurgårdens IF aus der Elitserien, für den er bis Januar 2012 spielte. Anschließend war er für Jokerit in der SM-liiga aktiv und belegte mit diesem Klub den dritten Platz der Meisterschaft 2011/12.
End Mai 2012 erhielt Boumedienne einen Vertrag beim neuen KHL-Teilnehmer HC Slovan Bratislava, für den er bis Mitte Dezember des Jahres spielte. Anschließend war er vereinslos, ehe er Mitte Januar 2013 zu Kärpät zurückkehrte.
Nach dem Ende der Saison 2012/13 beendete er seine aktive Karriere und wurde als Scout von den Columbus Blue Jackets unter Vertrag genommen. In dieser Funktion war er zeitweise auch für Lukko Rauma tätig, während er gegen Ende der Saison 2020/21 auch kurzzeitig Cheftrainer von Brynäs IF war. Nach etwa zehn Jahren als Scout beförderten ihn die Blue Jackets im Oktober 2023 zum Assistenztrainer von Pascal Vincent. Das Engagement dort endete allerdings bereits nach einer Saison.

### International
Für Schweden nahm Boumedienne an der U18-Junioren-Europameisterschaft 1996 sowie der U20-Junioren-Weltmeisterschaft 1997 und 1998 teil. Bei der U18-Europameisterschaft 1996 gewann er die Bronzemedaille.
Im Seniorenbereich kam er bei drei Länderspielen während der Saison 2005/06 zum Einsatz.

## Erfolge und Auszeichnungen
| - 2001 AHL All-Star Classic - 2005 Bester Verteidiger beim IIHF European Champions Cup - 2005 All-Star-Team beim IIHF European Champions Cup - 2005 Finnischer Meister mit Kärpät Oulu | - 2005 All-Star-Team der SM-liiga - 2007 Finnischer Meister mit Kärpät Oulu - 2009 Finnischer Vizemeister mit Kärpät Oulu |

### International
- 1996 Bronzemedaille bei der U18-Junioren-Europameisterschaft

## Karrierestatistik
(Legende zur Spielerstatistik: Sp oder GP = absolvierte Spiele; T oder G = erzielte Tore; V oder A = erzielte Assists; Pkt oder Pts = erzielte Scorerpunkte; SM oder PIM = erhaltene Strafminuten; +/− = Plus/Minus-Bilanz; PP = erzielte Überzahltore; SH = erzielte Unterzahltore; GW = erzielte Siegtore; 1 Play-downs/Relegation; Kursiv: Statistik nicht vollständig)